# Xian de Mancheng
Le xian de Mancheng (满城县 ; pinyin : Mǎnchéng Xiàn) est un district de la province du Hebei en Chine. Il est placé sous la juridiction de la ville-préfecture de Baoding. On y trouve les tombes de Liu Sheng et Dou Wan, ainsi que les prisons de Jizhong et de Taihang.

## Démographie
La population du district était de 374 320 habitants en 1999.